# Marina Rei
Marina Rei (nom de naissance Marina Restuccia) née à Rome le 5 juin 1969 est une percussionniste et chanteuse italienne.

## Biographie
Marina Restuccia est née à Rome en 1969. Fille de Vincenzo Enzo Restuccia, batteur de l'orchestre de Ennio Morricone. À l'âge de 18 ans à la musique et se produit dans les clubs romains puis apparaît comme choriste et danseuse dans les émissions de la RAI et de Canale 5.
En 1991, Marina Restuccia commence à enregistrer des chansons de sous le nom de Jamie Dee.
En 1995, elle adopte le nom de Marina Rei, son nom actuel, et publie les chansons Sola et Noi marquant un changement de style.
En 1996, elle participe au Festival de Sanremo avec la chanson Al di là di questi anni (plus tard publié en anglais sous le titre Because of you) et est classée au troisième rang dans la catégorie « Nuove proposte » et remporte le prix de la critique,.
Elle participe de nouveau au Festival en 1997, 1999, 2005 et 2008. En 1997, elle remporte  Un disco per l'estate avec la chanson Primavera repsise de You to Me Are Everything du groupe  The Real Thing.
En 2004, elle est nommée au ruban d'argent de la meilleure chanson originale présente dans la bande sonore du film Fino a farti male.

## Discographie

### Albums
- Different moods (1992,  Jamie Dee)
- Don't be shy (1994,  Jamie Dee)
- Marina Rei (1995)
- Donna (1997)
- Anime belle (1998)
- Inaspettatamente (2000)
- L'incantevole abitudine (2002)
- Colpisci (2005)
- Al di là di questi anni (2007)
- Musa (2009)
- La conseguenza naturale (2012)

### Singles

#### Sous le nom de Jamie Dee
- Burnin' up (1991)
- Memories memories (1991)
- Two time baby (1992)
- Special love (1993)
- Get ready (1993)
- Don't be shy (1994)
- People (everybody needs love) (1994)
- So good (1995)
- Dreaming blue  (1995)
- U (1996)

#### Sous le nom de Marina Rei
- Sola (1995)
- Noi (1995)
- Al di là di questi anni (1996)
- Pazza di te (1996)
- I sogni dell'anima (1996)
- Odio e amore (1996)
- Dentro me (1997)
- Donna (1997)
- Primavera (1997)
- T'innamorerò (1998)
- Cuore a metà (1998)
- Un inverno da baciare (1999)
- Scusa (1999)
- L'allucinazione (1999)
- Inaspettatamente (2000)
- I miei complimenti (2000)
- Maestri sull'altare (2001)
- Il giorno della mia festa (2002)
- La parte migliore di me (2003)
- Verrà il tempo (2002)
- Fammi entrare (2005)
- Song'je (2005)
- Colpisci (2005)
- Le stelle (2005)
- I miei complimenti (2007)
- Musa (2009)
- Sorrido (2009)
- E mi parli di te feat Pierpaolo Capovilla (2012)